# Set This Circus Down
Set This Circus Down è il sesto album in studio del cantante country statunitense Tim McGraw, pubblicato nel 2001.

## Tracce
1. The Cowboy in Me – 4:04
2. Telluride – 3:49
3. You Get Used to Somebody – 3:58
4. Unbroken – 4:00
5. Things Change – 3:20
6. Angel Boy – 5:11
7. Forget About Us – 4:09
8. Take Me Away from Here – 4:35
9. Smilin' – 3:00
10. Set This Circus Down – 3:31
11. Angry All the Time – 4:30
12. Let Me Love You – 4:31
13. Grown Men Don't Cry – 3:56
14. Why We Said Goodbye – 3:44

## Classifiche
| Classifica (2001) | Posizione massima |
| ----------------- | ----------------- |
| Stati Uniti       | 2                 |